# バルトロメ・ガルシア・デ・ノダル
バルトロメ・ガルシア・デ・ノダル（Bartolomé García de Nodal、1574年 - 1622年9月5日）は、スペインの航海者。
弟のゴンサロ・ガルシア・デ・ノダルと共にノダル兄弟またはLos Nodalesと呼ばれる。フェリペ3世により、マゼラン海峡及びヤコブ・ル・メーレとウィレム・スハウテンにより発見された新海峡探検に送られた。ガリシア地方のポンテベドラ出身。
カラベラで船団を構成、武装し、ヌエストラ・セニョーラ・デ・アトーチャとヌエストラ・セニョーラ・デ・ブエン・スセソに80トンの積荷と40人の乗組員をそれぞれ積載した。船団はゴンサロ・ガルシア・デ・ノダルとバルトロメ・ガルシア・デ・ノダル指揮下の元に構成された。
1618年9月27日にリスボンを出港した。1619年1月中旬、ヴァージン諸島付近に入った。ティエラ・デル・フエゴ列島東海岸に沿って航海し、1月22日、ル·メーレ海峡に入り、フエゴ西海岸の端部に名が残るサン・ビセンテ海峡を命名した。
2月10日、ホーン岬南東部でディエゴ·ラミレス諸島を発見した。同諸島はcosmógrafoかつpilotoのディエゴ・ラミレス・デ・Arellanoに敬意を表して、名づけられた。次にノダル兄弟はマゼラン海峡に入り、北に進路をとって、反対側へ到達した後、フエゴの地に引き返して、ヨーロッパへ帰還した。
7月7日にラゴス近郊に停泊し、そこからリスボンにいた王に探検の報告を行った。兄弟は1621年にRelación del viaje hecho por los capitanes Bartolomé García de Nodal y Gonzalo de Nodal, hermanos, naturales de Pontevedra, para el descubrimiento del nuevo estrechoという題で探検日記を出版した。
1622年9月5日にキューバハバナから30マイルのフロリダキーズ沖合で、ヌエストラ・セニョーラ・デ・アトーチャが沈没したことで死亡した。

## 参照
- ガルシア・デ・ノダルの探検
- イルマンス・ガルシア・ノダル